# Použitelnost
Použitelnost (anglicky „usability“) je vlastnost předmětu představující jednoduchost jeho používání a snadnou naučitelnost zacházení s ním. Je spojována především s ovládáním počítačových programů a webových stránek,[zdroj?] ale má význam i při používání pracovních nástrojů a předmětů denního užití. Analytik použitelnosti je profese zaměřená na zkoumání použitelnosti a návrh použitelných uživatelských rozhraní. Zároveň je znalost pravidel použitelnosti součástí práce designerů, konstruktérů, případně marketérů. Důležitou roli hraje použitelnost především v oblasti spotřební elektroniky, návrhu uživatelských rozhraní software nebo v automobilovém průmyslu.
Použitelnost zahrnuje metody měření použitelnosti (například analýza potřeb) a zkoumání pozadí objektů, jejich efektivnosti a elegance. V souvislosti s počítačovými programy zkoumáme v rámci použitelnosti jednoduchost, elegantnost a efektivitu ovládání programů.
Na použitelnost je třeba brát zřetel při návrhu objektů a uživatelských rozhraních. Zejména ve velmi konkurenčních tržních segmentech může být dobrá použitelnost důležitá konkurenční výhoda. To platí například pro počítačové programy, které často nabízí stejnou nebo velmi podobnou funkcionalitu, ale velmi odlišné uživatelské rozhraní. Návrh použitelných uživatelských rozhraní by měl vycházet z fyziologických vlastností člověka a z předpokládaných zkušeností a znalostí budoucího uživatele.
Upozornění: Použitelnost nebude nikdy zcela objektivní vlastnost předmětu. Každý člověk může mít mírně odlišné preference a požadavky. Rozdíly mohou způsobovat především fyzické odlišnosti mezi lidmi (jako různá velikost ruky jednotlivých uživatelů nástroje) a odlišné zkušenosti a znalosti uživatelů (uživatelé zvyklí pracovat s různými grafickými editory).

## Úvod
V první řadě je třeba si uvědomit, že dobře použitelné uživatelské rozhraní navržené s ohledem na psychologii a fyziologii je efektivnější při používání (je potřeba méně času ke splnění úkolu), jednodušší na naučení a je příjemnější s ním pracovat.
Především v oblasti počítačů a spotřební elektroniky, kde mnoho firem soupeří o přízeň zákazníků s podobnými produkty, byla použitelnost popularizována a je stále více vyžadována. V situaci, kdy je velmi obtížné technologicky nebo funkčně odlišit dva produkty vykonávající podobnou činnost, může zaměření na uživatele přinést mnohem větší konkurenční výhodu, nežli technologický pokrok.
Studiem uživatelových potřeb, jeho chování a návyků, může analytik použitelnosti mnohem lépe navrhnout funkcionalitu a uživatelské rozhraní, které bude splňovat zákazníkovy požadavky. Podle principu UCD (User Centered Design) by měl být brát na uživatele zřetel v každé vývojové fázi produktu.
Použitelnost je úzce spojována s dalšími termíny a principy přístupu k vývoji software, především:
- Uživatelská přívětivost (User Friendly)
- Uživatelská spokojenost (User Experience)
- Přístupnost (Accessibility)
- Princip minimálního překvapení (Principle of Least Astonishment)
- Nenuť mě přemýšlet (Don't Make Me Think)
- KISS (Keep It Simple, Stupid!)

## Definice
ISO definuje použitelnost jako míru, do které může být produkt používán konkrétními uživateli, aby efektivně, účinně a uspokojivě dosáhli stanovených cílů v daném kontextu užití.
Slovo „použitelnost“ také odkazuje na metody zlepšování (učení se) v průběhu návrhu procesu. Konzultant použitelnosti Jakob Nielsen a profesor informatiky Ben Shneiderman nezávisle na sobě stanovili rámec schvalování počítačových systémů, kde je použitelnost součástí „užitečnosti“ a představuje:
- Naučitelnost: Jak složité je pro uživatele zvládnutí základních úkolů při prvním setkání s programem.
- Efektivita: Jak rychle je uživatel seznámený s programem plnit zadané úkoly.
- Zapamatovatelnost: Když se uživatel po časovém období neužívání programu k němu vrátí, jak složité bude znovu efektivně pracovat (jak dlouho to uživateli potrvá).
- Chybovost: Kolik chyb uživatelé v systému dělají, jak jsou chyby závažné a jak složité je řešení chyb.
- Spokojenost: Jak příjemné je s programem pracovat.

Použitelnost je nefunkční požadavek na daný objekt. Stejně jako další nefunkční požadavky nemůže být použitelnost měřena přímo. Její kvalitu je možné nepřímo měřit například počtem a závažností uživatelských chyb při práci s programem nebo analýzou potřeb uživatelů v průběhu vývoje.

### Intuitivní uživatelské rozhraní
S použitelností je často spojován pojem intuitivní uživatelské rozhraní. Mnoho odborníků však s tímto nesouhlasí. Například Jef Raskin, zakladatel projektu Macintosh ve společnosti Apple, doporučuje místo pojmu „intuitivní“ používat pojem „známý“. Když se zamyslíme nad mnohými uživatelskými rozhraními, tak zjistíme, že nejsou vůbec intuitivní a význam ovládacích prvků je zřejmý díky předchozím zkušenostem s podobným ovládáním. Jedná se tedy o konvenci, nikoli o intuitivnost. Jako příklad uvádí dvě svislé čáry „||“ na přehrávači znamenající „pauza“. V případě, že designér zamění pojem „známý“ za „intuitivní“, může být veden k tomu navrhnout intuitivnější řešení tam, kde by měl dát přednost zažité konvenci a uživatelsky známému designu. Proto při návrhu použitelného uživatelského rozhraní hraje klíčovou roli právě předpokládaná znalost a zkušenost uživatele.

## ISO Standardy

### ISO/TR 16982:2002
ISO/TR 16982:2002 („Ergonomics of human-system interaction — Usability methods supporting human-centered design“) je standard zaměřený na člověko-středné metody použitelnosti (human-centred usability methods) používané při návrhu a jeho hodnocení. Soustředí se na výhody a nevýhody používání jednotlivých metod. Vysvětluje význam jednotlivých kroků vývoje a individuální charakteristiky projektů při výběru vhodné metody použitelnosti včetně praktických příkladů.
Tento standard je zaměřen především na projektové manažery a tomu je přizpůsoben i popis jednotlivých lidských faktorů a technických informací, aby manažeři dokázali porozumět jejich významu a důležitosti v návrhovém procesu. ISO/TR 16982:2002 se omezuje jen metody široce využívané analytiky použitelnosti a projektovými manažery. Nejsou zde specifikovány podrobnosti implementace jednotlivých metod.

### ISO 9241
Standard ISO 9241 Ergonomie systémových interakcí člověka je rozdělen do více částí a zahrnuje různé aspekty lidské práce s počítači.

## Návrh použitelného designu
Při návrhu použitelného designu je důležité průběžně jej zdokonalovat na základě nových poznatků. K tomu je nutné vtáhnout uživatele do všech fází vývoje designu, sledovat a průběžně analyzovat jeho chování a výsledky jeho práce. K tomu nám může pomoci několik metod. Nejznámější je uživatelské testování, složené ze třech základních částí.
1. Vybrat skupinu uživatelů, na které budeme testovat.
2. Nechat uživatele provést testovací úkoly.
3. Sledovat a analyzovat, jak uživatelé postupovali, kde jim šla práce hladce a kde naráželi na problémy.

Úkoly by měli plnit uživatelé samostatně pokud možno bez další pomoci. Doporučuje se provádět spíše víc menších testů než velkou podrobnou a drahou studii. Při testování je také dobré testovat různé verze a vyhodnocovat, která varianta je pro uživatele lepší.
Testování je možné provádět nejen na hotovém výrobku, ale už na různě pokročilých prototypech a modelech v průběhu vývoje. Čím dříve jsou odhaleny nedostatky, tím lépe a také levněji.

## Na co myslet při návrhu
Při návrhu použitelného uživatelského rozhraní je třeba dokázat se vžít do role budoucího typického uživatele a neustále si klást řadu otázek jako:
- Kdo bude uživatelem, co už umí a co se dokáže naučit?
- Co uživatel chce a co potřebuje?
- Za jakých okolností bude uživatel pracovat?
- Kolik času bude mít uživatel na školení?
- Jak rychle bude uživatel potřebovat plnit úkoly?
- Jak moc se budou jednotliví uživatelé programu lišit?
- Bude uživatel potřebovat další podporu (manuál, help desk)?